# Ourapteryx sulfurea
Ourapteryx sulfurea là một loài bướm đêm trong họ Geometridae.